# Камар, Навид
Навид Камар (англ. Naveed Qamar; род. 22 сентября 1955, Карачи, Синд) — пакистанский государственный деятель. Министр торговли Пакистана с 19 апреля 2022 года.

## Биография
Родился 22 сентября 1955 года в столице провинции Синд — Карачи. В 1976 году окончил с отличием Манчестерский университет в Великобритании, получив диплом менеджера. В 1979 году окончил Университет штата Калифорния став магистром делового администрирования.
Навид начал свою политическую карьеру в 1988 году после возвращения в Пакистан. Являясь членом центрального комитета Пакистанской народной партии, он получил должность министра приватизации в правительстве Беназир Бхутто. Затем дважды занимал должность министра финансов Пакистана (с 10 октября 1996 по 5 ноября 1996 года и с 12 мая 2008 по 9 октября 2008 года).